# Võipere
Võipere är en by (estniska: küla) i Kadrina kommun i landskapet Lääne-Virumaa i norra Estland. Byn ligger mellan Riksväg 1 (Europaväg 20) och småköpingen Kadrina.
I kyrkligt hänseende hör byn till Kadrina församling inom den Estniska evangelisk-lutherska kyrkan.